# Shibuya

Ligging van Shibuya.

Shibuya (Japans: 渋谷区, Shibuya-ku) is een van de 23 speciale wijken van Tokio. Shibuya heeft het statuut van stad en noemt zich in het Engels ook City of Shibuya. Op 1 mei 2009 had de stad 204.033 inwoners. De bevolkingsdichtheid bedroeg 13530 inw./km². De oppervlakte van de stad is 15,11 km². Shibuya-ku en vooral de buurt rondom Omotesandō (表参道) staat bekend als een modecentrum en een uitgaansbuurt.

## Geschiedenis
Na de opening van de Yamanote-lijn in 1885 begon Shibuya zich te ontwikkelen als een knooppunt van het treinverkeer van zuidwestelijk Tokio. Geleidelijk aan werd het een belangrijk commercieel centrum . In 1889 verkreeg Shibuya het statuut van dorp en in 1909 werd het een gemeente. In 1932 werd het vervolgens een (gewone) wijk van de stad Tokio (東京市, Tōkyō-shi). Het huidige Shibuya-ku werd gesticht op 15 maart 1947.

## Wijken en plaatsen
Shibuya is onderverdeeld in vijf bestuurlijke stadsdelen (地域,chiiki):
- Hatagaya  (幡ヶ谷地域,Hatagaya-chiiki)
  - Sasaduka
  - Hatagaya
  - Honmachi
- Yoyogi (代々木地域,Yoyogi-chiiki)
  - Yoyogi-Uehara
  - Nishihara
  - Hatsudai
  - Motoyoyogichō
  - Tomigaya
  - Yoyogi-Kamizonochō
  - Yoyogi
- Sendagaya  (千駄ヶ谷地域,Sendagaya-chiiki)
  - Sendagaya
  - Jingumae
- Ōmukai・Ebisu (恵比寿地域,Ebisu-chiiki)
  - Kamiyamachō
  - Jinnan
  - Udagawachō
  - Shōtō
  - Shinsenchō
  - Maruyamachō
  - Dōgenzaka
  - Nanpeidaichō
  - Sakuragaokachō
  - Hachiyamachō
  - Uguisudanichō
  - Sarugakuchō
  - Daikanyamachō
  - Ebisu-Nishi
  - Ebisu-Minami
- Hikawa ・Shinbashi (新橋地域,Shinbashi-chiiki)
  - Shibuya (渋谷) is eveneens de naam van een zakendistrict in Shibuya-ku, dat rond het station van Shibuya — een van de drukste stations van Tokio — is gelegen.
  - Higashi
  - Hiroo
  - Ebisu

## Verkeer

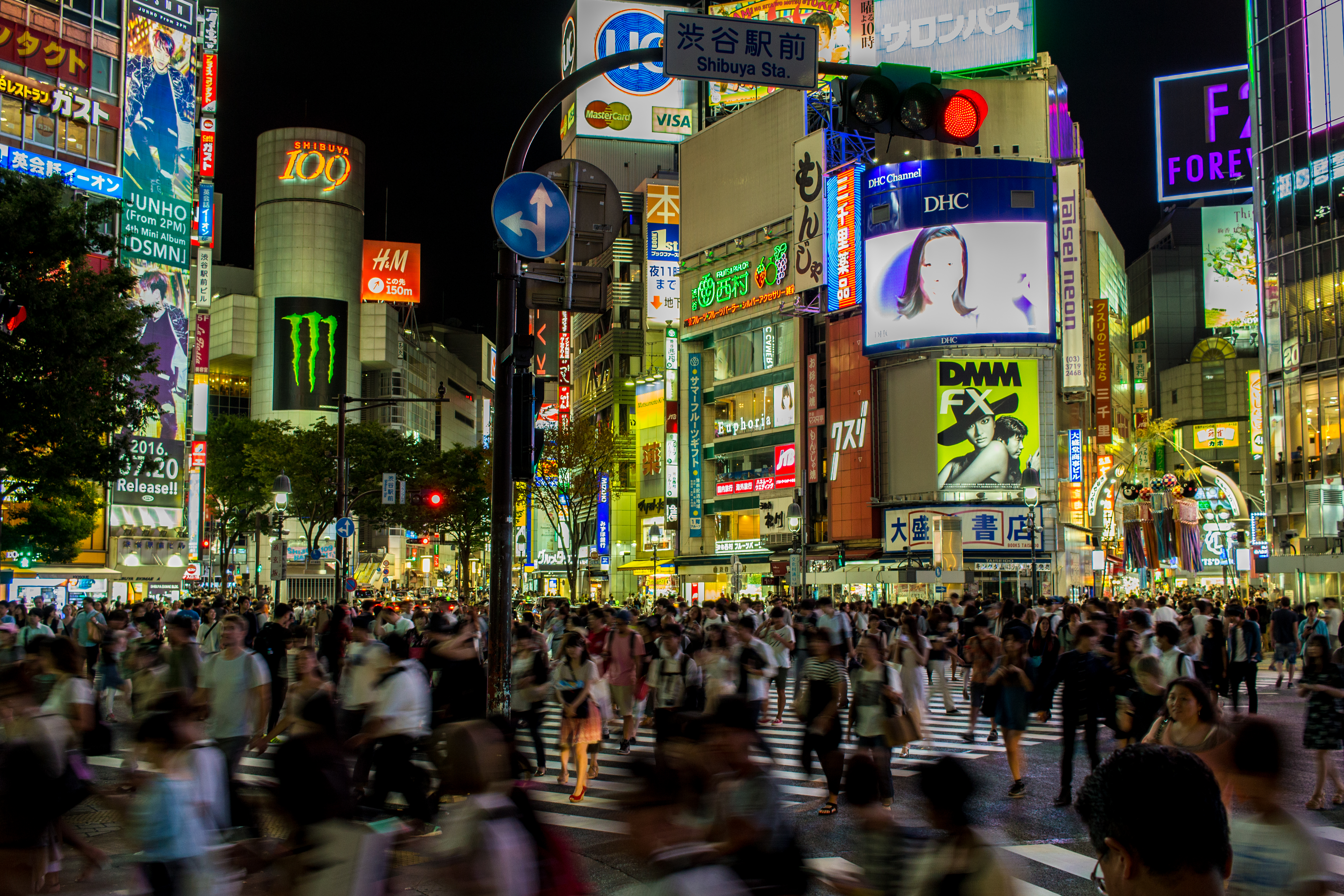
Shibuya 's nachts

### Weg

#### Autosnelweg
- Shuto-autosnelweg
  - Shibuya-lijn (Knooppunt Tanimachi - Yoga)
  - Shinjuku-lijn (Knooppunt Miyakezaka - Takaido)

#### Autoweg
- Autoweg 20 (Kōshū Kaidō)
- Autoweg 246 (lokale naam Aoyama-dōri en Tamagawa-dōri)

### Trein
Het hoodstation van Shibuya is Station Shibuya.
- JR East
  - Yamanote-lijn : stations Yoyogi, Harajuku, Shibuya, Ebisu
  - Chūō-Sōbu-lijn: stations Yoyogi, Sendagaya
  - Saikyō-lijn, Shōnan-Shinjuku-lijn: stations Shinjuku (het deel ten zuiden van de Kōshū Kaidō, met de nieuwe zuidelijke ingang bevindt zich in Shibuya-ku), Shibuya, Ebisu
- Tokyo
  - Toyoko-lijn: stations Shibuya en Daikanyama
  - Den-en-toshi-lijn : stations Shibuya, Ikejiri Ohashi
- Keio
  - Inokashira-lijn: stations Shibuya, Shinsen
  - Keio-lijn: station Sasazuka
  - Keio-Shin-lijn: stations Hatsudai, Hatagaya, Sasazuka
- Odakyū : Odawara-lijn: stations Minami Shinjuku, Sangubashi, Yoyogi Hachiman, Yoyogi Uehara
- De keizerlijke halte (kyūtei hōmu), die soms door de Japanse Keizerlijke familie wordt gebruikt, bevindt zich aan de Yamanote–lijn op enkele minuten wandelen van het station Harajuku in Sendagaya 3-chome.

### Metro
- Tokyo Metro
  - Ginza-lijn: station Shibuya
  - Hibiya-lijn: station Ebisu
  - Chiyoda-lijn: stations Meiji Jingū-mae, Yoyogi Kōen, Yoyogi Uehara
  - Hanzōmon-lijn: station Shibuya
  - lijn 13 (in aanbouw in Shibuya-ku): stations Shin Sendagaya, Meiji Jingū-mae, Shibuya
- Toei Metro
  - Oedo–lijn : stations Shinjuku (in Yoyogi), Yoyogi, Kokuritsu Kyogi-jo

## Popcultuur
Shibuya komt veelvuldig voor in Japanse media. Het bekendste voorbeeld in het westen is de Netflix adaptatie van de populaire manga Alice in Borderland. 
Het pop sub genre Shibuya-Kei is ontstaan in Shibuya gedurende de late jaren 90. Shibuya-Kei wordt gekenmerkt door de invloeden van Bossanova, Jazz, Funk en City Pop. Japanse Indiebands gingen experimenteren met westerse samples door ze te knippen en te plakken. De bekendste band binnen dit genre is Flipper's Guitar. De naam Shibuya-Kei komt van de wijk, waar vele restaurants en winkels liggen waar gedurende de jaren 90 deze muziekstijl werd afgespeeld.

## Bekende personen uit Shibuya
- Fumio Kishida (1957), politicus; premier sinds 2021
- Shinya Tsukamoto (1960), filmregisseur

Speciale Wijken:
Adachi · Arakawa · Bunkyo · Chiyoda · Chuo · Edogawa · Itabashi · Katsushika · Kita · Koto · Meguro · Minato · Nakano · Nerima · Ota · Setagaya · Shibuya · Shinagawa · Shinjuku · Suginami · Sumida · Toshima · Taito

Steden:
Akiruno · Akishima · Chōfu · Fuchū · Fussa · Hachiōji · Hamura · Higashikurume · Higashimurayama · Higashiyamato · Hino · Inagi · Kiyose · Kodaira · Koganei · Kokubunji · Komae · Kunitachi · Machida · Mitaka · Musashimurayama · Musashino · Nishitokyo · Ōme · Tachikawa · Tama

Districten en subprefecturen:
District Nishitama · Subprefectuur Hachijo · Subprefectuur Miyake · Subprefectuur Ogasawara · Subprefectuur Oshima
Akasaka · Akihabara · Aomi · Aoyama · Ariake · Asagaya · Asakusa · Asakusabashi · Azabu · Daikanyama · Den-en-chōfu · Ebisu · Futako Tamagawa · Ginza · Gotanda · Hamamatsuchō · Harajuku · Hibiya · Hongō · Ichigaya · Iidabashi · Ikebukuro · Iwamotochō · Jiyūgaoka · Jinbōchō · Jūjō · Kabukichō · Kagurazaka · Kajichō · Kanda · Kasumigaseki · Kichijōji · Koishikawa · Kugayama · Kyōbashi · Kōenji · Kōjimachi · Marunouchi · Mita · Nagata · Nihonbashi · Nishi Shinjuku · Ochanomizu · Odaiba · Ogawamachi · Ōizumigakuenchō · Omori · Omotesandō · Otemachi · Roppongi · Ryogoku · Sanya · Sendagaya · Shiba · Shibaura · Shibuya · Shimo-Kitazawa · Shinbashi · Shinjuku · Shinjuku ni-chōme · Shiodome · Shirokane · Shirokanedai · Sugamo · Surugadai · Takadanobaba · Takanawa · Tamachi · Tateishi · Tatsumi · Toyosu · Tsuki no Misaki · Tsukiji · Tsukishima · Uchi-Kanda · Ueno · Wakasu · Yaesu · Yayoi · Yoga · Yotsuya · Yoyogi · Yūrakuchō